# Robehomme
Robehomme est une ancienne commune française du département du Calvados  et la région Basse-Normandie, associée à Bavent depuis le 1er janvier 1975.

## Géographie
Le hameau est situé au milieu des marais, coincé entre la Dives et la Divette.

## Toponymie
Il est attesté sous les formes : Raimberti Hulmus en 1083, Robbehomme en 1190.
Le premier élément Robe- s'explique, selon les formes anciennes, par l'anthroponyme germanique Raimbert. On retrouve ce nom de personne associé à un appellatif norrois, topt > -tot, dans Raimbertot à Cauville-sur-Mer (Seine-Maritime).
Le second élément -homme est répandu en Normandie sous cette forme avec le hiatus (h « aspiré ») : le Homme (et non pas « l'homme ». cf. Saint-Quentin-sur-le-Homme). Il s'agit d'un appellatif toponymique issu du vieux norrois holmr « îlot, prairie au bord de l'eau ». Il a aussi pris les formes Houlme et Hom. D'ailleurs il existe précisément un Hameau du Hom à Robehomme.

## Démographie
| 1793 | 1800 | 1806 | 1821 | 1831 | 1836 | 1841 | 1846 | 1851 |
| ---- | ---- | ---- | ---- | ---- | ---- | ---- | ---- | ---- |
| 253  | 154  | 306  | 294  | 314  | 323  | 313  | 282  | 257  |

| 1856 | 1861 | 1866 | 1872 | 1876 | 1881 | 1886 | 1891 | 1896 |
| ---- | ---- | ---- | ---- | ---- | ---- | ---- | ---- | ---- |
| 240  | 232  | 211  | 192  | 178  | 160  | 164  | 147  | 139  |

| 1901 | 1906 | 1911 | 1921 | 1926 | 1931 | 1936 | 1946 | 1954 |
| ---- | ---- | ---- | ---- | ---- | ---- | ---- | ---- | ---- |
| 150  | 139  | 125  | 112  | 122  | 128  | 140  | 97   | 122  |

## Liste des maires
| Période                                  | Période | Identité | Étiquette | Qualité |
| ---------------------------------------- | ------- | -------- | --------- | ------- |
| Les données manquantes sont à compléter. |         |          |           |         |

| Période                                  | Période  | Identité            | Étiquette | Qualité |
| ---------------------------------------- | -------- | ------------------- | --------- | ------- |
| ?                                        | 2014     | Flavienne Tanquerel |           |         |
| 2014                                     | En cours | Laurent Marie       |           |         |
| Les données manquantes sont à compléter. |          |                     |           |         |

## Lieux et monuments
- Église de Robehomme (XIXe et XXe siècles)[2]. Le clocher est utilisé comme poste d’observation par les Allemands durant la Seconde Guerre mondiale. Détruit par un commando anglais, il est reconstruit, moins haut, vers 1950[3].
- Puits.
- Tombe d’Alexis-André Haudry, ingénieur qui a drainé les marais de Varaville[4].

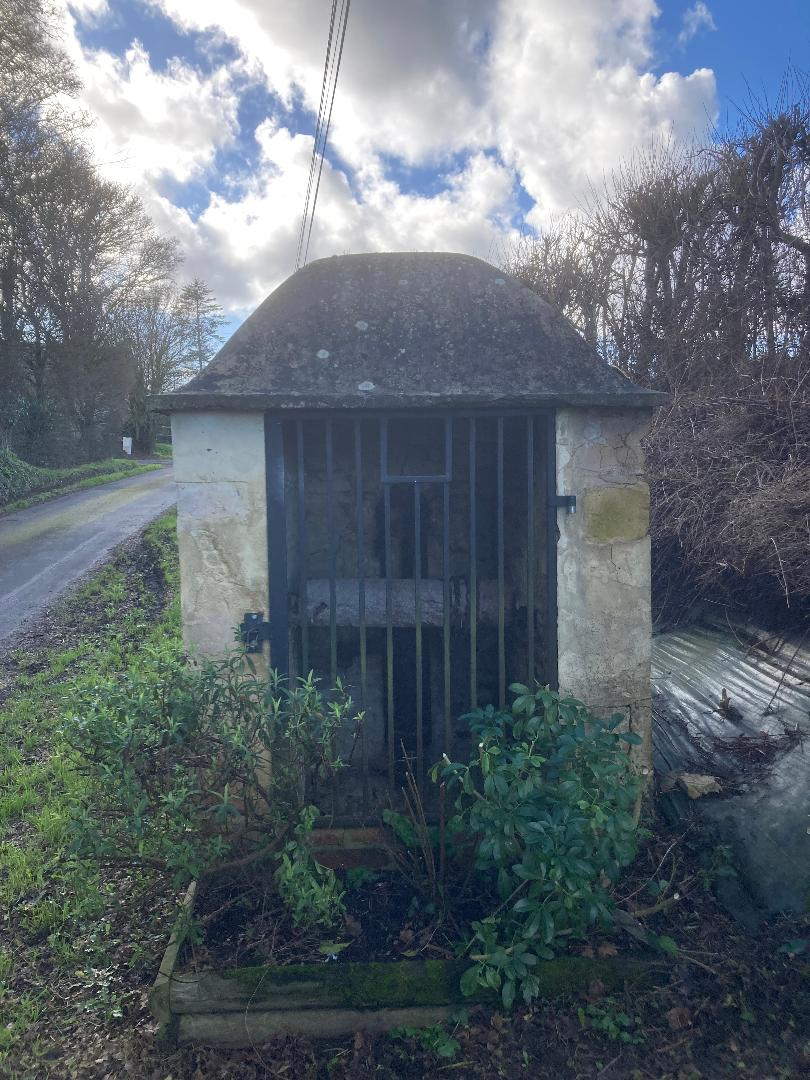
Puits.
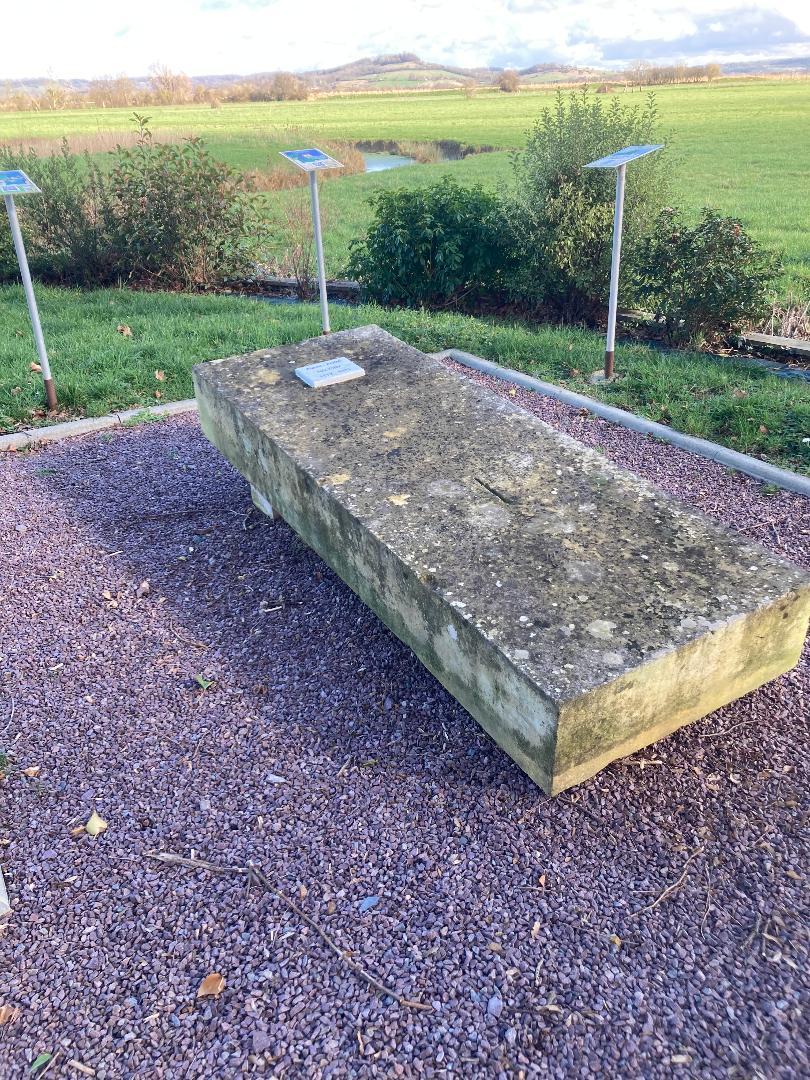
Tombe d'Alexis-André Haudry.